# Municipio de Newton (Minnesota)
El municipio de Newton (en inglés: Newton Township) es un municipio ubicado en el condado de Otter Tail en el estado estadounidense de Minnesota. En el año 2010 tenía una población de 746 habitantes y una densidad poblacional de 8,18 personas por km².

## Geografía
El municipio de Newton se encuentra ubicado en las coordenadas 46°29′50″N 95°21′13″O / 46.49722, -95.35361. Según la Oficina del Censo de los Estados Unidos, el municipio tiene una superficie total de 91.18 km², de la cual 90,35 km² corresponden a tierra firme y (0,91 %) 0,83 km² es agua.

## Demografía
Según el censo de 2010, había 746 personas residiendo en el municipio de Newton. La densidad de población era de 8,18 hab./km². De los 746 habitantes, el municipio de Newton estaba compuesto por el 98,53 % blancos, el 0,67 % eran de otras razas y el 0,8 % eran de una mezcla de razas. Del total de la población el 0,8 % eran hispanos o latinos de cualquier raza.